# Nachtwallfahrtskapelle Locherboden

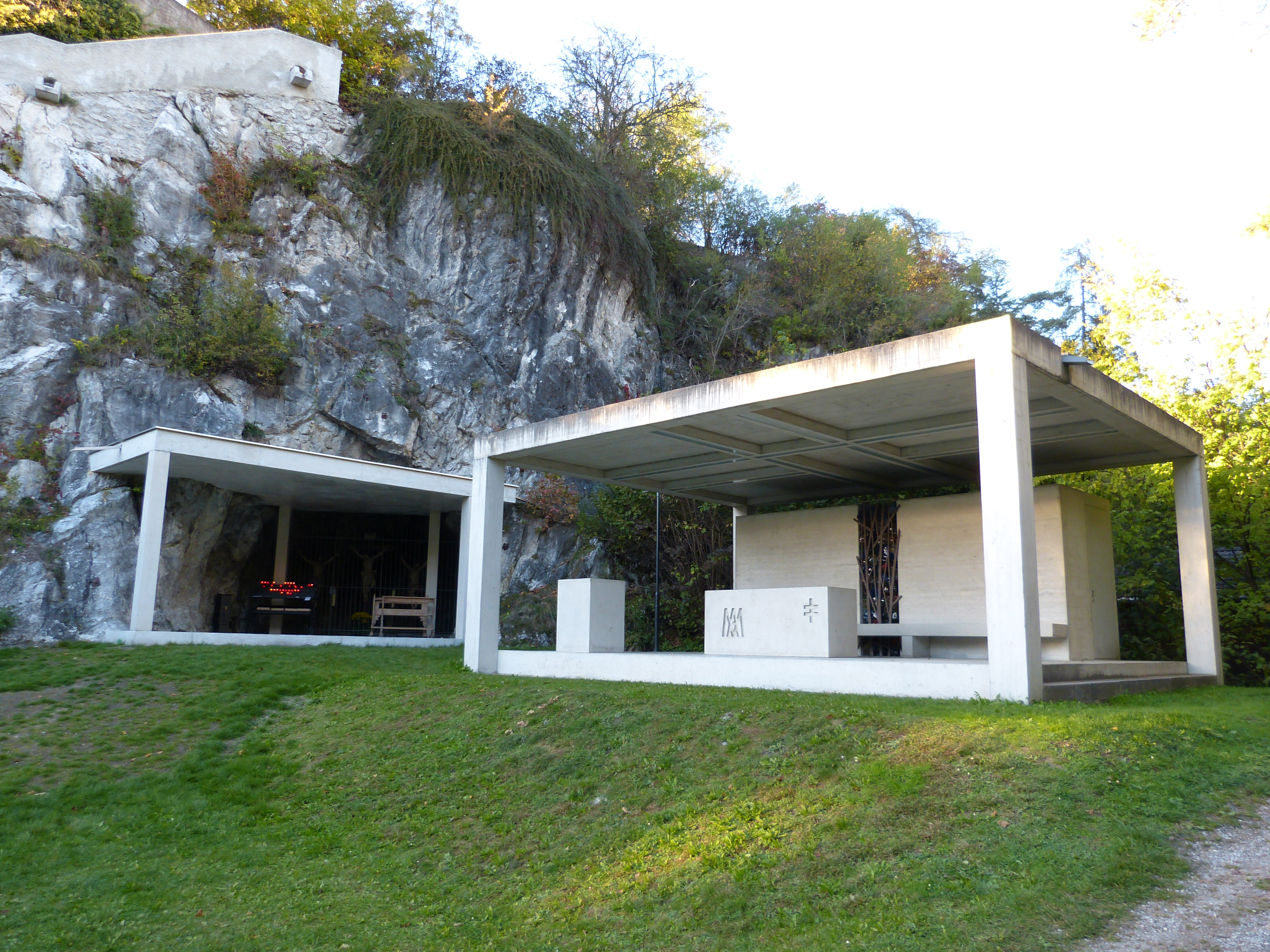
Nachtwallfahrtskapelle Locherboden

Die römisch-katholische Nachtwallfahrtskapelle Locherboden befindet sich südöstlich der Wallfahrtskirche Locherboden in der Gemeinde Mötz im Bezirk Imst in Tirol. Die Nachtwallfahrtskapelle als Bauwerk der Moderne steht unter Denkmalschutz.

## Geschichte
Die Nachtwallfahrtskapelle wurde 1996 mit dem Architekten Gerold Wiederin (1961–2006) gemeinsam mit dem Maler Helmut Federle errichtet. Der Bau entstand über einen Architekturwettbewerb mit der Tiroler Dorferneuerung, da bei Nachtwallfahrten die Wallfahrtskirche nicht alle Pilger aufnehmen konnte. Einen später gesetzten Nebenbau vor der Grotte lehnen die Architekturvermittlerin Franziska Leeb und Helmut Federle ab.

## Architektur
Der schlichte offene Pavillon besteht aus ortgegossenem Beton. Im Zentrum der Rückwand befindet sich eine aus farbigen Glasbrocken und einem Eisengitter in Form eines Geästs gebildete Arbeit des Künstlers Helmut Federle. Ein Gitter mit dem gleichen Astmotiv setzte Federle vor die Öffnung der Grotte in der seitlich der Kapelle liegenden Felswand. Christian Kerez fotografierte das Bauwerk im Jahr 1996.